# Hanan Khandagji
Hanan Khandagji är en jordansk undersökande journalist som arbetar för Radio Al Balad och amman.net. Hon arbetar också för Areej-nätverket och för BBC:s Jordanienavdelning. Hon mottog Deutscher Medienpreis Entwicklungspolitik 2013. Hennes bidrag handlar om missförhållanden i privata institutioner för utvecklingsstörda barn i Jordanien. Barnen utsätts ofta för såväl fysisk som verbal misshandel. Institutionerna tar sällan emot gäster, men Khandagji kunde undersöka dem som frivilligarbetare. Jordanska myndigheter skyllde enbart på andra organ då de blev frågade om missförhållandena. Bidraget uppmärksammades av BBC, som hjälpte göra det till en TV-dokumentär.